# Тена, Луис Фернандо
Луи́с Ферна́ндо Те́на Гарду́ньо (исп. Luis Fernando Tena Garduño; род. 20 января 1958, Мехико) — мексиканский футболист, выступавший на позиции защитника. По окончании игровой карьеры стал тренером. Выиграл в этом качестве два чемпионата Мексики, но наиболее известен по успешному руководству молодёжной и Олимпийской сборными Мексики, с которыми в 2011—2012 годах выиграл Панамериканские игры, международный Турнир в Тулоне и Олимпийские игры в Лондоне.

## Биография
Большая часть карьеры Луиса Тены прошла в клубе «Атлетико Эспаньол» — с 1976 по 1982 год он провёл за эту команду две сотни матчей, в которых отметился двумя забитыми голами. После расформирования команды Флако выступал за «Оастепек», «Гвадалахару» и «Атланте», который тогда ещё базировался в Мехико.
По окончании карьеры футболиста стал работать тренером. В качестве клубного тренера наибольших успехов добился работая с «Крус Асулем» и «Морелией» — оба клуба он по разу приводил к чемпионским титулам (Зимние чемпионаты 1997 и 2000 годов соответственно). С «Крус Асулем» он дважды (Турнир 1994/95, Зима 1999) становился вице-чемпионом Мексики, и ещё однажды добился такого же достижения с «Америкой», в Клаусуре 2007 года. Однако самых громких успехов он достиг, работая в качестве наставника молодёжных и Олимпийской сборной Мексики. С 2010 года Тена работал с разными молодёжными командами, параллельно входя в тренерский штаб основной сборной. В 2011 году Тена исполнял обязанности главного тренера сборной на Кубке Америки, поскольку на этот турнир Федерация футбола Мексики приняла решение отправить в основном молодёжный состав (из-за близкого расположения по срокам с Золотым кубком КОНКАКАФ, который основной состав в итоге выиграл).
Возглавлял сборную Мексики (до 22 лет) на Панамериканских играх 2011 года, которые прошли в Гвадалахаре и завершились победой хозяев турнира. В 2012 году молодёжная сборная Мексики под руководством Тены впервые в своей истории выиграла престижный международный турнир в Тулоне. Летом того же года Олимпийская сборная (до 23 лет, плюс 3 игрока старше этого возраста), также впервые в истории, стала обладателем золотых медалей мужского Олимпийского футбольного турнира в Лондоне.
5 ноября 2021 года был назначен главным тренером сборной Гватемалы.
Старший брат Луиса, Альфредо Тена, в 1973—1992 годах выступал за «Америку», а с 1977 по 1990 год — за сборную Мексики, участвовал в чемпионате мира 1978.

## Достижения в качестве тренера
- Чемпион Мексики (2): Зим. 1997, Зим. 2000
- Вице-чемпион Мексики (3): 1994/95, Зим. 1999, Кл. 2007
- Олимпийский чемпион (1): 2012
- Победитель Панамериканских игр (1): 2011
- Победитель Турнира в Тулоне (1): 2012